# Harold et Maude
 (mai 2013).
Si vous disposez d'ouvrages ou d'articles de référence ou si vous connaissez des sites web de qualité traitant du thème abordé ici, merci de compléter l'article en donnant les références utiles à sa vérifiabilité et en les liant à la section « Notes et références ».
Pour les articles homonymes, voir Harold et Maude (homonymie).
Pour plus de détails, voir Fiche technique et Distribution.
Harold et Maude (Harold and Maude) est un film américain réalisé par Hal Ashby sur la base d'un scénario de Colin Higgins, et sorti en 1971. Il a pour interprètes principaux Bud Cort (Harold) et Ruth Gordon (Maude). Celui-ci raconte l'étrange relation entre un jeune homme fasciné par les simulations de suicides qui sont un de ses jeux favoris, et une dame âgée, qui est, comme lui, passionnée par les enterrements. La musique du film a été composée par Cat Stevens. Le film, produit par la Paramount, a été tourné dans la ville et la région de San Francisco, en Californie.

## Synopsis
Harold Chasen descend lentement les escaliers de sa demeure dans la pénombre et place un vinyle de Cat Stevens sur une platine (Don't Be Shy) avant d'écrire un mot qu'il accroche à sa chemise. Enfin, il allume les bougies d'un chandelier avant de s'avancer gravement dans son salon. On ne distingue plus alors que le bas de ses jambes qui, après un mouvement suivi d'un bruit sourd, pend soudain dans le vide. Harold s'est pendu.
Quelques secondes plus tard, sa mère arrive dans la pièce. Elle voit clairement son fils pendu, interrompt une seconde son mouvement puis s'avance jusqu'au téléphone, compose un numéro et dit simplement : « I suppose you think this is very funny Harold »  (« Je suppose que tu trouves ça très drôle Harold ») avant de répondre à une amie au téléphone.
Harold entreprend alors de gesticuler et de simuler des râles d'étouffement mais sa mère ne s'en émeut guère et quitte la pièce en rappelant à son fils que le dîner est à huit heures.
Lorsque sa mère entre plus tard dans la soirée dans la salle de bains, elle la découvre avec horreur couverte de taches rouge sang, avant de trouver son fils, la gorge lacérée et baignant dans ce qui semble être son propre sang. La mère ne croit pas au suicide, mais est remuée par la mise en scène. Elle sort, tremblante et pleurante, Harold pousse un râle.
Après cet épisode, Harold se rend chez un psychologue. Une fois achevée sa première consultation, il va acheter un corbillard et se rend à l'enterrement d'un parfait étranger. Il y aperçoit Maude pour la première fois, une femme de 79 ans.
Tandis qu'il fait peu à peu la connaissance de Maude, Harold doit se plier aux exigences de sa mère qui tente de le « normaliser ». Elle lui fait rencontrer des jeunes filles par l'intermédiaire d'un organisme de rencontres : il les traumatise avec de nouvelles mises en scène macabre de suicide. Elle lui achète une nouvelle voiture : il la modifie pour lui donner l'allure d'un corbillard. Elle tente de le faire rentrer dans l'armée : il s'en libère en se faisant passer pour un psychopathe assoiffé de sang auprès de son oncle général Victor.
Mais pendant ce temps, Harold se rapproche toujours plus de l'excentrique et pétillante Maude. Ensemble, ils assistent à des enterrements et visitent des chantiers de démolition. Ils font des virées dans des voitures volées par Maude et sèment des policiers tandis qu'ils se dirigent vers la forêt pour replanter un arbre qui étouffait dans la pollution urbaine. Maude emmène également Harold dans le vieux wagon qui lui sert de maison. Elle lui fait découvrir son monde rempli d'odeurs, de saveurs, de mélodies, de formes, de couleurs et de danses. Elle lui montre la vie telle qu'il ne l'avait jamais vue.
Harold tombe sous le charme de Maude, et c'est ainsi que, tout naturellement, il annonce à sa mère qu'il va finalement se marier avec Maude. Sa mère est d'abord ravie mais déchante en voyant une photo de l'heureuse élue.
Mais Maude en a décidé autrement. Ainsi, le jour de son quatre-vingtième anniversaire, Maude se suicide paisiblement après avoir absorbé des somnifères. Une ultime fois, Harold, désespéré, feint de se suicider en jetant sa voiture d'une falaise. Mais il reste en haut de la falaise, en train de jouer du banjo que Maude lui avait offert.

## Fiche technique
- Titre : Harold et Maude
- Titre original : Harold and Maude
- Réalisation : Hal Ashby
- Scénario : Colin Higgins
- Musique : Cat Stevens, Piotr Ilitch Tchaïkovski (Concert pour piano no 1), Johann Strauss (Le Beau Danube bleu)
- Photographie : John A. Alonzo
- Montage : William A. Sawyer et Edward Warschilka
- Distribution des rôles : Lynn Stalmaster
- Décors : Michael Haller
- Costumes : William Theiss
- Production : Colin Higgins et Charles B. Mulvehill
- Société de production : Paramount Pictures
- Société de distribution : Paramount Pictures
- Budget : 1 200 000 $ (estimation)
- Langue originale : anglais
- Format : couleurs (Technicolor) - 1,85:1 (négatif : 1,37:1) - mono - 35 mm
- Date de sortie : 20 décembre 1971 (États-Unis)
- Date de ressortie : 8 avril 2009 (France)

## Distribution
- Ruth Gordon (V.F. : Lita Recio) : Marjorie Chardin, dite Maude. Une idéaliste de 79 ans qui, comme Harold, se rend souvent aux enterrements, son spectacle préféré. Elle n'a pas le permis mais aime voler des voitures. Elle aime collectionner les bibelots, la musique, poser nue, et, surtout, c'est une idéaliste qui se délecte de la vie. Elle a un nombre tatoué au bras qui suggère qu'elle est passée dans un camp de concentration lors de la Shoah.
- Bud Cort (V.F. : Thierry Bourdon) : Harold Chasen. Harold est un jeune homme d'une vingtaine d'années. Il vit chez sa mère où il mène une existence oisive et morne. Dans la cage dorée qu'est sa demeure, il a tout ce qu'il veut mais il s'ennuie. Il ne croit guère en la vie et passe son temps à mettre en scène sa mort pour rendre folle sa mère, ou du moins la mener à bout. Ses seuls loisirs consistent à commettre de faux suicides, à assister à des enterrements ou encore à visiter des décharges. L'arrivée de Maude dans sa vie va tout bouleverser. Peu à peu, elle lui donne goût à la vie. Elle y parvient tellement bien que Harold tombe littéralement amoureux d'elle.
- Vivian Pickles (V.F. : Régine Blaess) : la mère d'Harold, madame Chasen. Elle est rigide et un peu hystérique. C'est pour la mener à bout que Harold passe son temps à mettre en scène des suicides. Cette riche femme avait, selon ses propres dires, un mari tout aussi excentrique que Harold. La plupart du temps, elle ne réagit donc pas quand Harold simule sa propre mort.
- Cyril Cusack : Glaucus. Ce vieil homme est l'ami de Maude. C'est un artiste qui sculpte la glace, et prend Maude pour modèle nu. Comme elle l'explique, Glaucus a besoin d'elle pour se remémorer les formes d'une femme.
- Charles Tyner : l'oncle Victor. Il a participé à de nombreux combats et a perdu un bras, qu'il a remplacé par une prothèse originale : il peut faire le salut du soldat avec. La mère d'Harold espère qu'il sera capable de « dresser » Harold, afin qu'il devienne plus stable. En réalité, Harold ne tarde pas à ruiner ses espoirs. Il terrifie l'oncle en se faisant passer pour un dangereux psychopathe, aidé par Maude qui fait semblant de se battre avec Harold. Harold fait croire à l'oncle qu'il l'a jetée dans une falaise.
- Ellen Geer : Sunshine Doré (« Fleur d'oranger » dans la version francaise). C'est le troisième rendez-vous d'Harold organisé par sa mère. Cette jeune femme est une actrice (d'où son nom) et, contrairement aux deux premiers rendez-vous d'Harold, n'est guère effrayée par le faux suicide d'Harold. Celui-ci se transperce à l'aide d'un sabre de seppuku dans son salon. Elle est éblouie par ses talents d'acteur et poursuit le rendez-vous en faisant une démonstration de ses propres talents. Lorsqu'elle a achevé de se suicider à la façon de Juliette, dans la pièce de Shakespeare, la mère d'Harold découvre le corps faussement inanimé de la jeune fille et croit un instant que son fils a commis un meurtre.
- Eric Christmas : le prêtre.
- G. Wood (V.F. : Jean-Claude Michel) : le psychiatre d'Harold. S'il tente de remettre Harold sur le droit chemin, il prouve par sa perplexité qu'il doute de la réussite de cette entreprise.
- Judy Engles : Candy Gulf ; le premier rendez-vous d'Harold. Elle est étudiante et s'est inscrite à cette agence de rencontre après un pari avec des amies. Elle voit le corps d'Harold en feu et part en hurlant.
- Shari Summers : Édith Phern, le deuxième rendez-vous d'Harold. Il se coupe le bras devant elle.

## Musique
La bande originale du film est de Cat Stevens. Les chansons Where Do the Children Play?, Miles from Nowhere, On the Road to Find Out et Tea for the Tillerman sont tirées de son album Tea for the Tillerman, sorti en 1970. Deux chansons de la bande originale, Don't Be Shy et If You Want to Sing Out, Sing Out, ont été spécialement composées pour le film, et furent introuvables sur vinyle pendant près de dix ans. Elles furent finalement éditées en 1984 dans une compilation : Footsteps in the Dark: Greatest Hits, Volume 2. Un vinyle LP de la bande originale fut édité au Japon, mais on ne pouvait y entendre les chansons en question. On y trouvait par contre cinq chansons ne faisant pas partie du film (Morning Has Broken, Wild World, Father and Son, Lilywhite et Lady D'Arbanville). La première bande originale officielle du film n'est apparue qu'en décembre 2007 (Vinyl Films Records), mais on ne peut la trouver qu'en vinyle et le nombre d'exemplaires est limité (2 500 copies).
Cette bande originale officielle contient :
1. Don't Be Shy
2. On The Road To Find Out]
3. I Wish, I Wish
4. Miles from Nowhere
5. Tea for the Tillerman
6. I Think I See the Light
7. Where Do the Children Play?
8. If You Want to Sing Out, Sing Out
9. If You Want to Sing Out, Sing Out (version banjo)
10. Trouble
11. Don't Be Shy (version alternative)
12. If You Want to Sing Out, Sing Out (version instrumentale)
13. Don't Be Shy (version démo)
14. If You Want to Sing Out, Sing Out (version alternative).

## Distinctions
- Le film est 45e sur la liste des 100 films les plus drôles de tous les temps de l'American Film Institute[1].
- Il est 69e sur la liste des films les plus romantiques de tous les temps du même American Film Institute.
- Il est 42e sur la liste des 100 films les plus drôles de la chaîne de télévision américaine Bravo.
- En 1972, le film a été nommé dans deux catégories aux Golden Globes : meilleur acteur et meilleure actrice de comédie pour Bud Cort et Ruth Gordon.
- En 1973, Bud Cort a été nommé au British Academy Film Award du meilleur nouveau venu par la BAFTA.
- En 1974, Hal Ashby a remporté un Espiga de Oro au Festival international du film de Valladolid.
- En 1997, il a été sélectionné dans le National Film Registry[2] de la Bibliothèque du Congrès pour être préservé comme étant « culturellement, historiquement ou esthétiquement signifiant ».

## Harold et Maude, une époque, un état d'esprit
Harold et Maude est un film typique de l'état d'esprit des années 1970, célébrant la liberté, la nature et la spontanéité tout en s'opposant par l'humour au militarisme et aux conventions sociales. À l'époque de sa sortie, il a défrayé la chronique dans le monde entier, ayant à subir différentes restrictions ou interdictions (de l'interdiction aux moins de 12 ans à l'interdiction aux moins de 18 ans selon les pays). Sa popularité fut telle qu'il fut exploité en exclusivité pendant plusieurs années à Paris.
On appela dans les années 1980 des Harolds les adolescents qui, comme le personnage principal Harold, étaient obsédés par les cimetières ; l'écrivain canadien Douglas Coupland utilisa les néologismes to harold et harolding, dans son recueil Polaroids from the Dead, pour décrire l'activité consistant à visiter les cimetières et assister aux enterrements,. Les termes de maudisme ou maudianisme ont aussi été forgés pour désigner la façon d'être, joyeuse et ouverte à la vie, développée par l'autre personnage-titre, Maude.
En 1998, Harold et Maude a été cité dans le film Mary à tout prix de Peter et Bobby Farrelly où il est le film préféré de l'héroïne.

## Thèmes centraux
Hal Ashby, le producteur de ce film, a voulu confronter l'état d'esprit fermé et négatif de la jeunesse aliénée de son époque à l'optimisme durement acquis de ceux qui ont enduré les horreurs du début du vingtième siècle, en opposant le nihilisme à la foi en l'avenir et aux projets. Le passé de Maude est révélé pendant un court instant, lorsque Harold découvre son numéro d'identité tatoué sur un bras, tel que l'avaient les prisonniers des camps de concentration.
Harold fait partie d'une société dans laquelle il n'a pas d'identité propre ni d'importance. De façon plus existentielle, de plus, il s'estime personnellement sans but et sans intérêt.
Maude, quant à elle, a survécu aux camps de concentration et vit une vie riche de sens. À travers ces deux personnages, on peut constater deux cultures très différentes. L'une, personnifiée par Harold, poursuit un combat qui n'a pas de sens, tandis que l'autre, représentée par Maude, a expérimenté une véritable guerre qui a créé cette crise du sens qu'était l'Holocauste, et comprend bien mieux l'intérêt, la beauté mais aussi la fragilité de l'existence.

## Adaptations
De son scénario, Colin Higgins a tiré par la suite un roman et une pièce de théâtre. La pièce fut traduite et adaptée en français par Jean-Claude Carrière et mise en scène par Jean-Louis Barrault. Une pièce fut aussi produite par Viola Léger en 1987 :
- 1973 : Harold et Maude, mise en scène Jean-Louis Barrault, avec Madeleine Renaud, Théâtre Récamier
- 1995 : Harold et Maude, mise en scène Jacques Rosny, avec Danielle Darrieux, Théâtre des Bouffes-Parisiens
- 2012 : Harold et Maude, mise en scène Ladislas Chollat, avec Line Renaud, Théâtre Antoine

## Commentaires
- C'est l'unique rôle principal notable de Bud Cort, qu'on avait précédemment remarqué chez son mentor Robert Altman (MASH, Brewster McCloud).
- Hal Ashby a souhaité pendant un temps inclure une scène d'amour entre ses deux personnages, mais Paramount Pictures a refusé l'idée.